# Águilas Doradas
Maillots
Actualités
Les Águilas Doradas sont un club colombien de football basé à Rionegro.

## Histoire
Le club est sacré champion de deuxième division colombienne en 2010. La même année, il atteint la finale de la Coupe de Colombie (défaite face au Deportivo Cali).
Les Águilas Doradas sont forcés à quitter Itagüí, par le maire de la commune. Un temps, ils trouvent asile à Pereira mais le soutien du public manque, qui leur préfère le Deportivo Pereira. Au début 2015, ils reviennent dans le département d'Antioquia pour se baser à Rionegro. Un changement de nom est opéré en janvier 2016, le club se nommant désormais Rionegro Águilas.

## Palmarès
- Championnat de Colombie de deuxième division
  - Champion : 2010

- Coupe de Colombie
  - Finaliste : 2010

## Anciens entraîneurs
- Álvaro Gómez